# Kościół św. Małgorzaty w Starej Łomnicy
Kościół św. Małgorzaty w Starej Łomnicy – zabytkowy kościół w Starej Łomnicy, kościół parafialny parafii św. Małgorzaty w Starej Łomnicy.
W wojewódzkim rejestrze zabytków zapisano:
- kościół par. pw. św. Małgorzaty, XVIII/XVIII, nr rej.: 458/874 z 5.05.1961
- krzyż przydrożny, przed kościołem par., nr rej. B/1723/629 z 20.12.1981

## Opis
Pierwotnie gotycki z 1354, jednonawowy, wybudowany na planie prostokąta, kryty dachem dwuspadowym. W ścianie szczytowej ganek z głównym wejściem. Po prawej stronie prezbiterium wieża wybudowana na planie kwadratu, wyżej ośmioboczna, zwieńczona dachem hełmowym z latarnią. Świątynia przebudowana na barokową w 1685 i 1794. We wnętrzu na ścianie prezbiterium epitafium kobiety z rodziny Ullersdorf z herbami ojcowskimi po lewej, von: Ullersdorf, Betsch, oraz matczynymi (po prawej): Pannwitz, Tschischwitz. 
We wnętrzu kościoła m.in. barokowe wyposażenie m.in. ołtarz i ambona. Za ołtarzem manierystyczny nagrobek z 1611. 
Znajduje się tu także sześć obrazów autorstwa Hieronymusa Richtera namalowanych w latach 1883–1894 w okresie, kiedy proboszczem parafii parafii św. Małgorzaty w Starej Łomnicy był brat Hieronymusa, Johannes Richter:
- na wysokości okien od prawej do lewej:
  - Zwiastowanie Najświętszej Marii Panny
  - Matka Boska z Dzieciątkiem i św. Józefem (nad wejściem do prezbiterium)
  - Ukoronowanie Najświętszej Marii Panny
- Św. Jan Nepomucen
- Św. Paweł
- Św. Piotr.

## Galeria

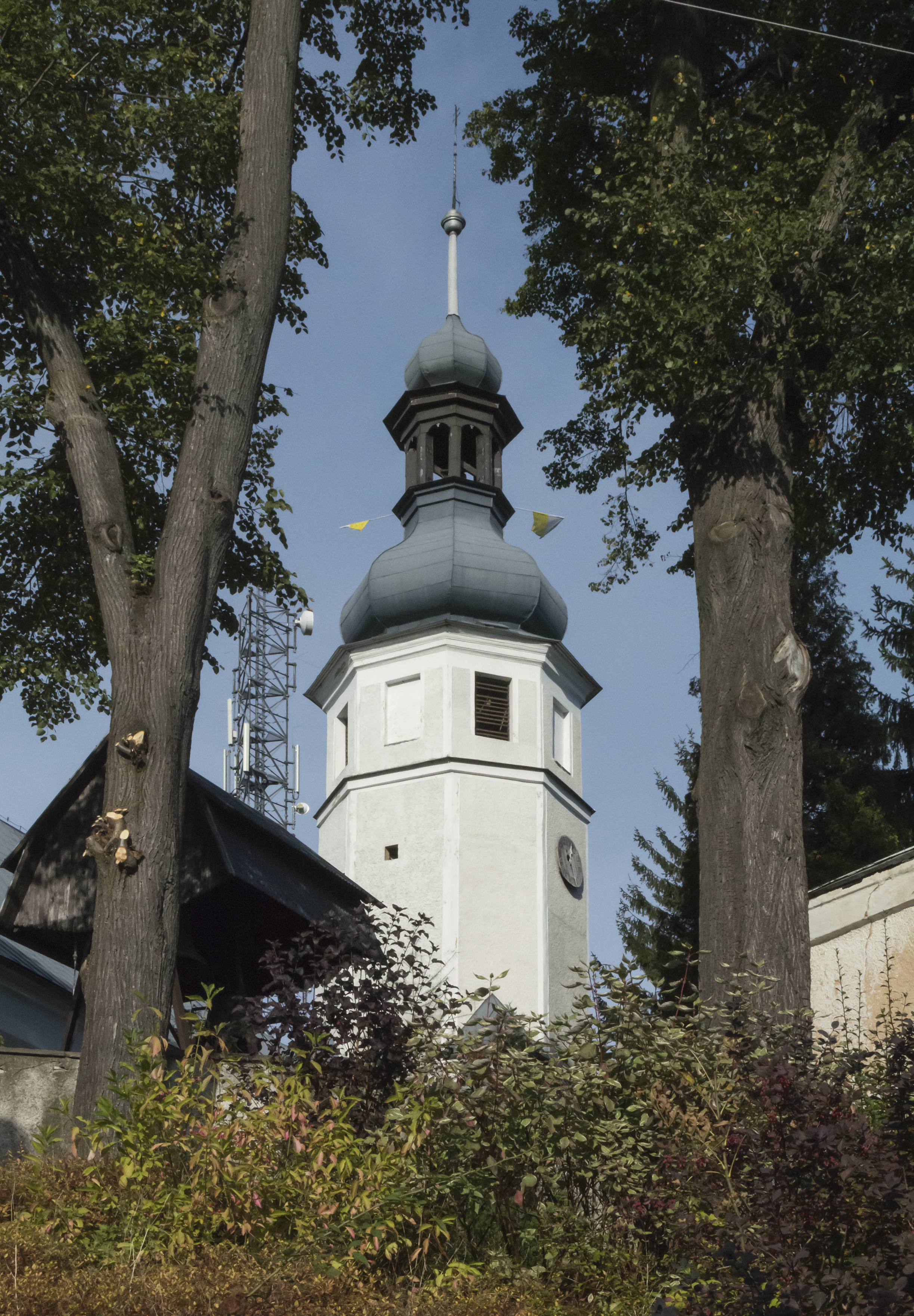
Wieża
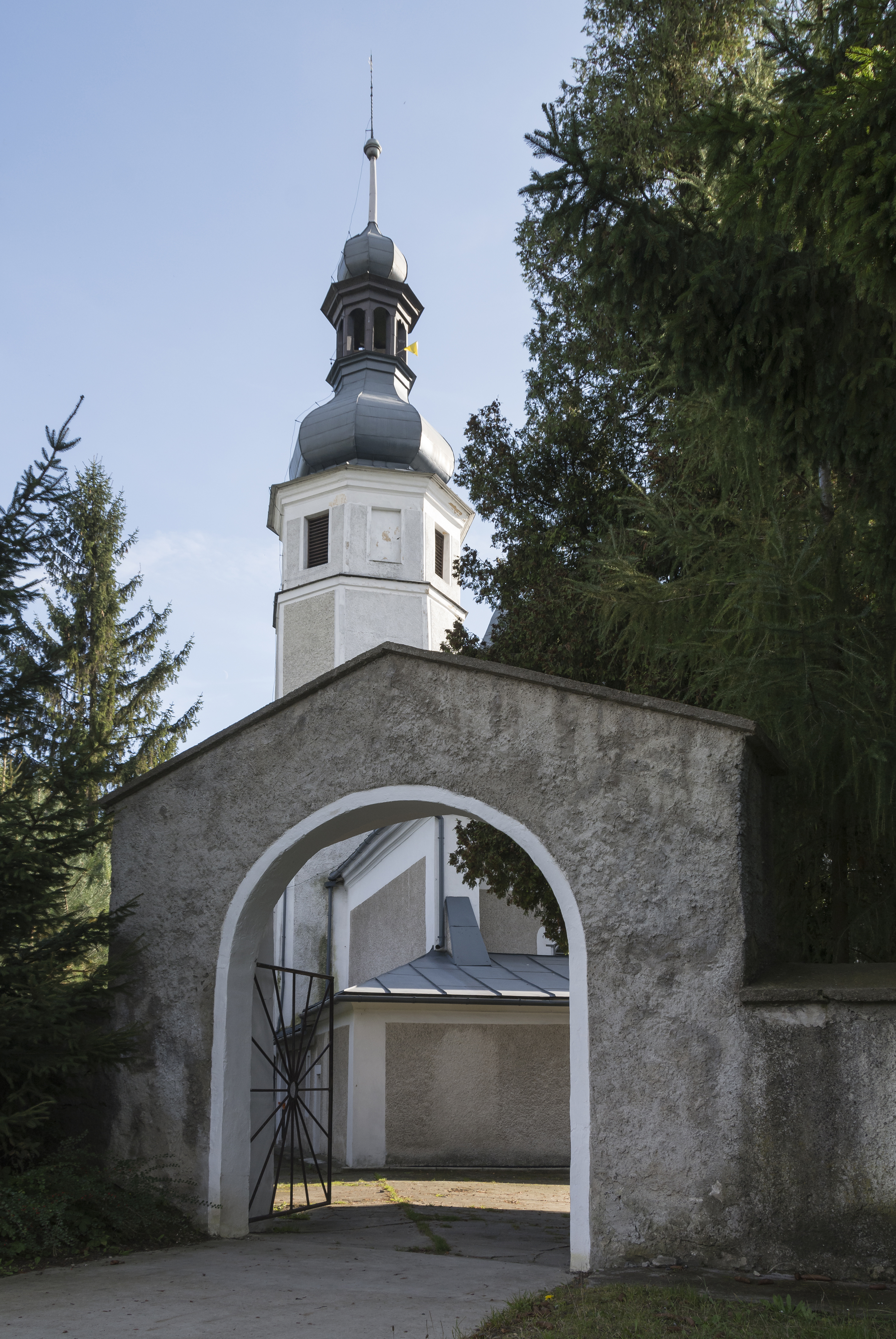
Ogrodzenie i wieża
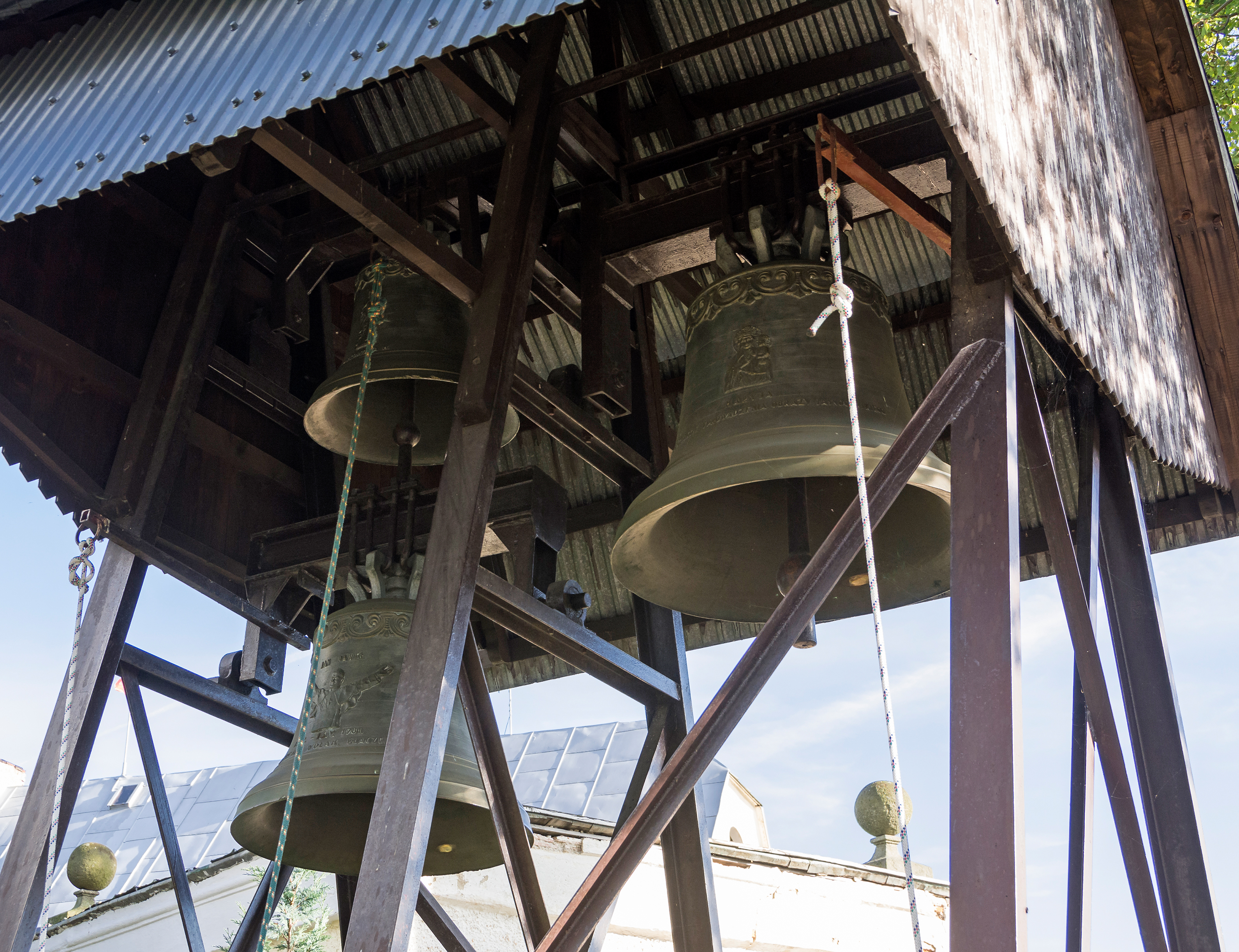
Dzwony
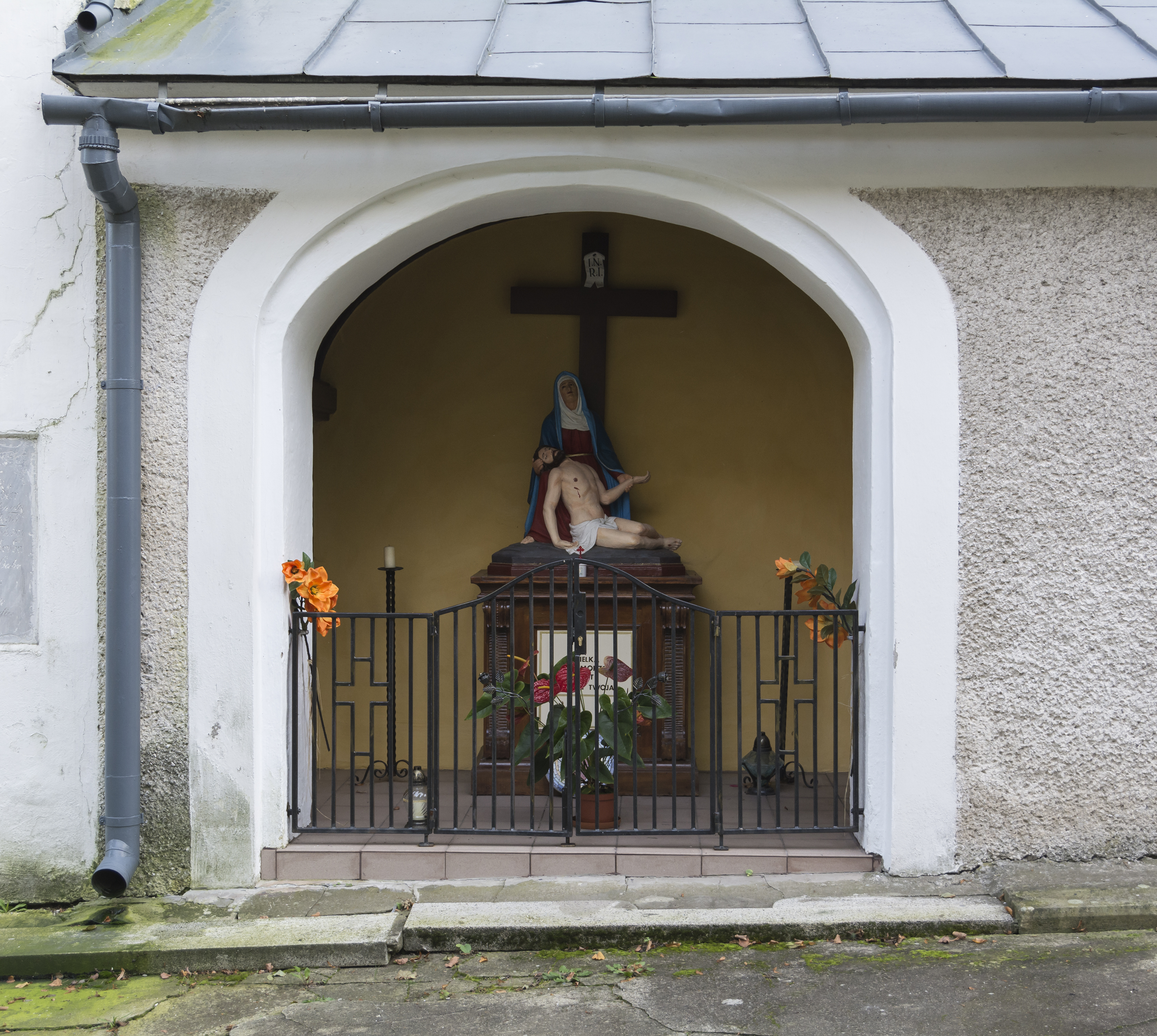
Kapliczka pasyjna
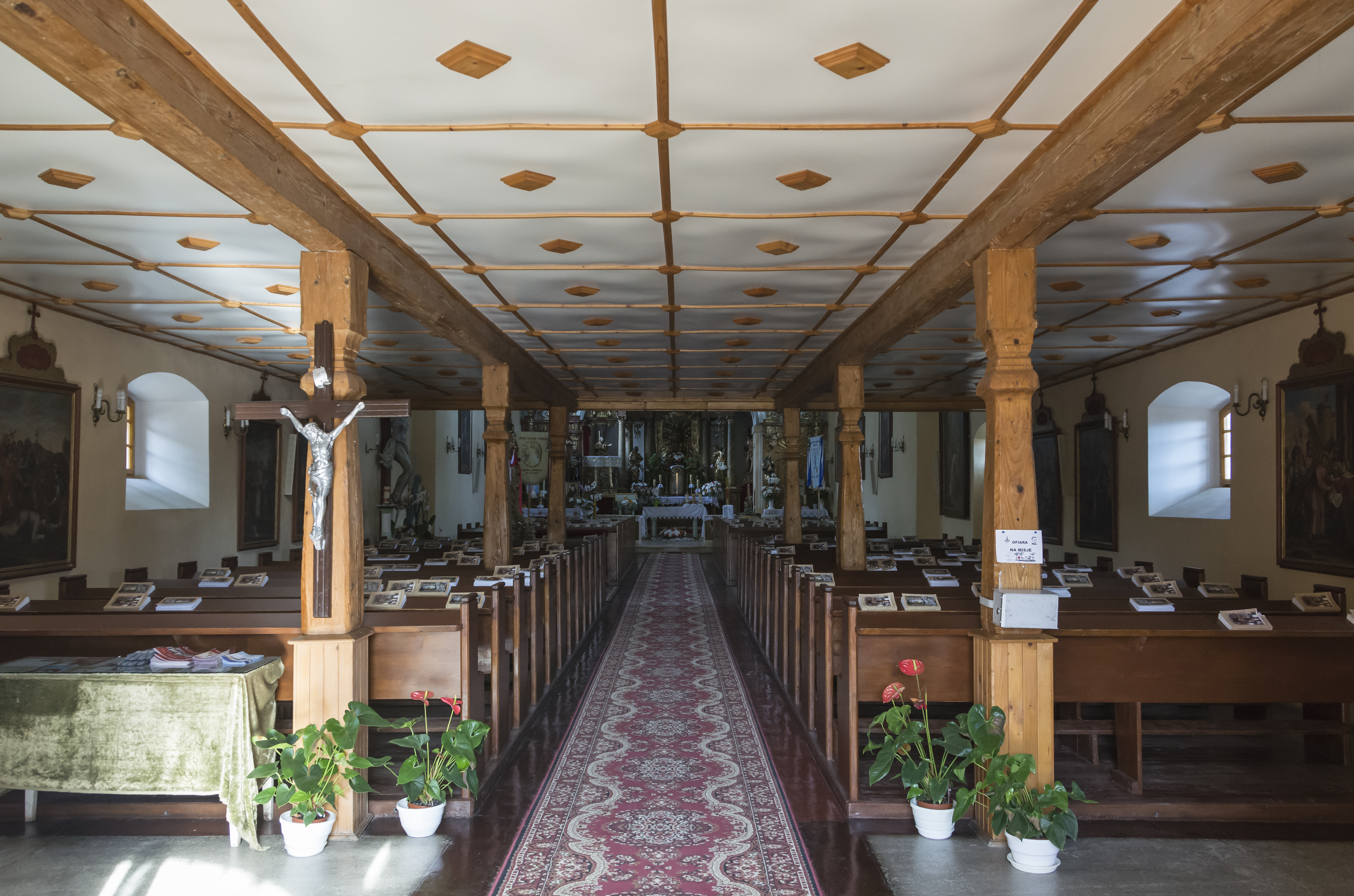
Wnętrze
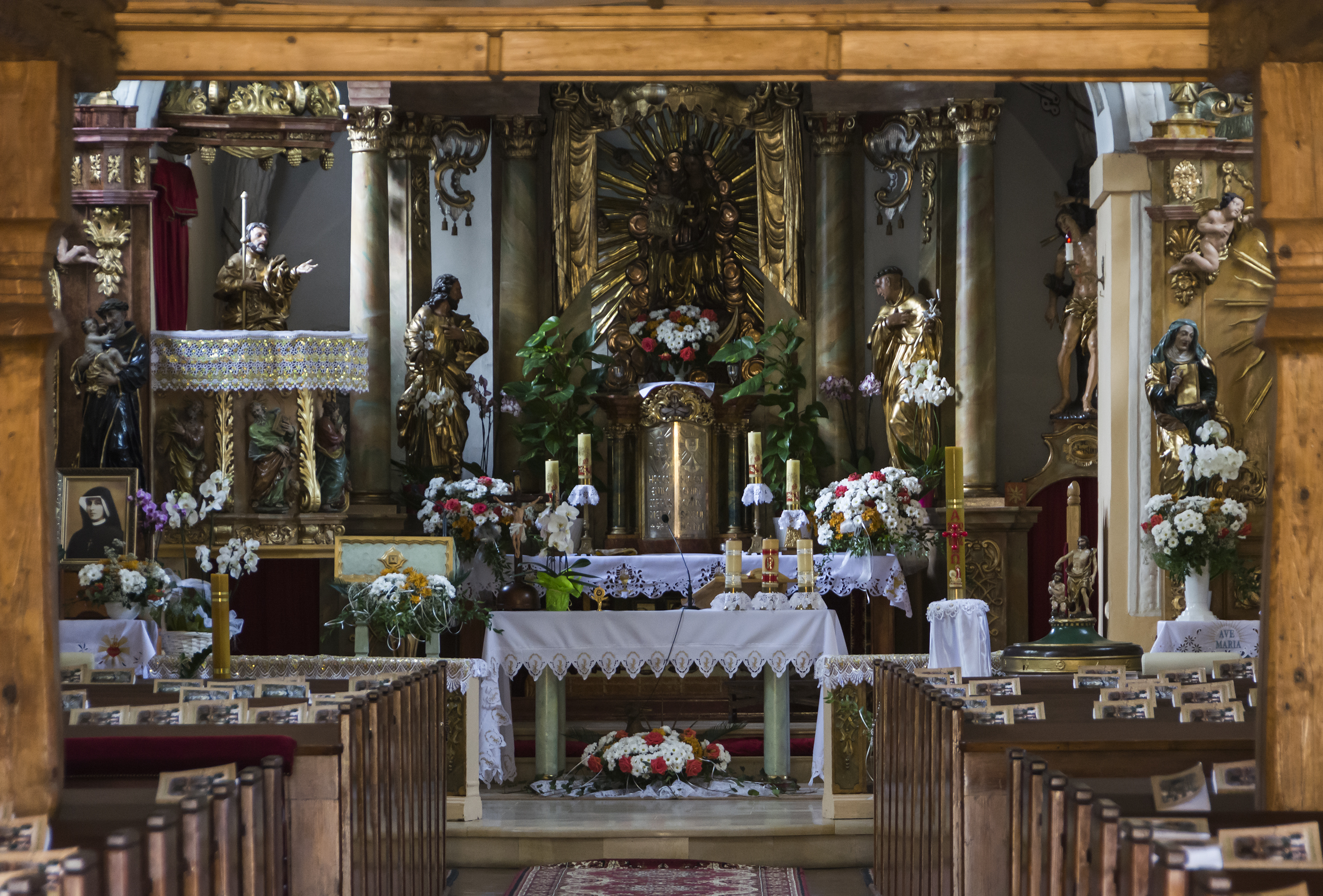
Ołtarz główny
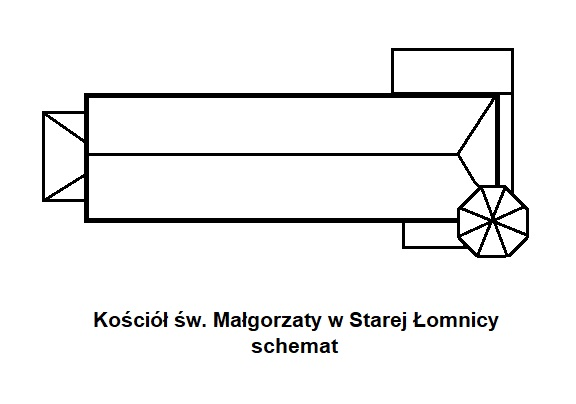
Schemat kościoła
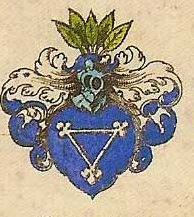
Herb Ullersdorf
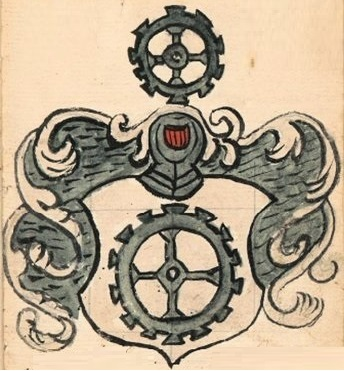
Herb  Betsch
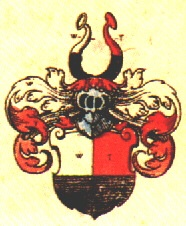
Herb Pannwitz
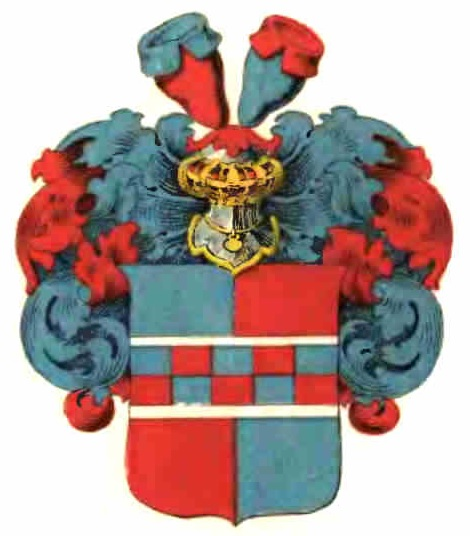
Herb Tschischwitz